# Vương cung thánh đường Thánh Marie Madeleine (Vézelay)
Vương cung thánh đường Thánh Maria Madalena (tiếng Pháp: Basilique Sainte-Marie-Madeleine) là một nhà thờ mà tiền thân là một tu viện dòng Biển Đức ở Vézelay thuộc tỉnh Yonne, Pháp. Đây là một trong những kiệt tác kiến trúc La Mã của vùng Bourgogne-Franche-Comté và là điểm dừng chân quan trọng của các con chiên trên Con đường hành hương Saint-Jacques-de-Compostelle. Mặc dù đã bị hủy hoại ít nhiều trong thời gian Cách mạng Pháp nhưng với giá trị lịch sử và kiến trúc lớn của mình, nhà thờ Sainte-Marie-Madeleine và khu đồi lân cận đã được UNESCO công nhận là Di sản thế giới năm 1979.

## Lịch sử
Năm 861 các thầy tu dòng Biển Đức đã dừng chân trên đỉnh ngọn đồi ở Vézelay, nhà thờ đầu tiên được xây dựng tại đây là vào năm 878 để lưu giữ những thánh tích của Maria Madalena do một tu sĩ mang về từ Saint-Maximin-la-Sainte-Baume ở vùng Provence. Với những thánh tích lưu giữ được, tu viện Vézelay trở thành một điểm dừng chân quan trọng của các con chiên trên Con đường hành hương Saint-Jacques-de-Compostelle. Năm 1096, một nhà thờ mới được xây dựng trên nền nhà thờ cũ, nhà thờ mới này được khánh thành ngày 21 tháng 4 năm 1104. Ngày 21 tháng 7 năm 1120, nhà thờ chịu một trận hỏa hoạn lớn (làm 1127 người chết), gian chính của nhà thờ được xây lại và hoàn thành năm 1138.
Tu viện Vézelay linh thiêng đã là nơi xuất phát của nhiều đoàn quân tham gia các cuộc Thập tự chinh, trong đó phải kể tới năm 1190 khi các đạo quân Anh do Richard Sư tử tâm và quân Pháp do Philippe-Auguste lãnh đạo xuất phát từ đây để tham gia cuộc Thập tự chinh thứ 3. Vị trí của tu viện giảm dần sau khi người ta phát hiện di hài của Maria Magdalena ở Saint-Maximin-la-Sainte-Baume và cho xây dựng một nhà thờ ở đây. Trong thời gian Cách mạng Pháp tu viện bị hủy hoại nghiêm trọng khi người ta khai thác đá từ đây để làm vật liệu, gần như chỉ còn phòng của hội đồng thầy tu là được giữ nguyên vẹn. Quá trình khôi phục tu viện bắt đầu diễn ra năm 1840 dưới sự chỉ đạo của kiến trúc sư Eugène Viollet-le-Duc và Prosper Mérimée. Từ năm 1920 Sainte Marie-Madeleine chính thức trở lại thành một nhà thờ và nơi dừng chân của các con chiên trên đường hành hương. Năm 1979 nhà thờ và khu đồi được UNESCO công nhận là Di sản thế giới.

## Kiến trúc
Do trải qua nhiều lần xây dựng và tu sửa nên kiến trúc nhà thờ có nhiều phần khác nhau trong đó quan trọng nhất là các chi tiết kiến trúc La Mã. Phần hiên nhà thờ có niên đại từ thế kỉ 12 (khoảng 1145-1150). Gian chính nhà thờ có kiến trúc kiểu La Mã được hoàn thành năm 1140 còn phần cánh ngang có kiến trúc Gothic được hoàn thành khoảng năm 1190.

## Hình ảnh

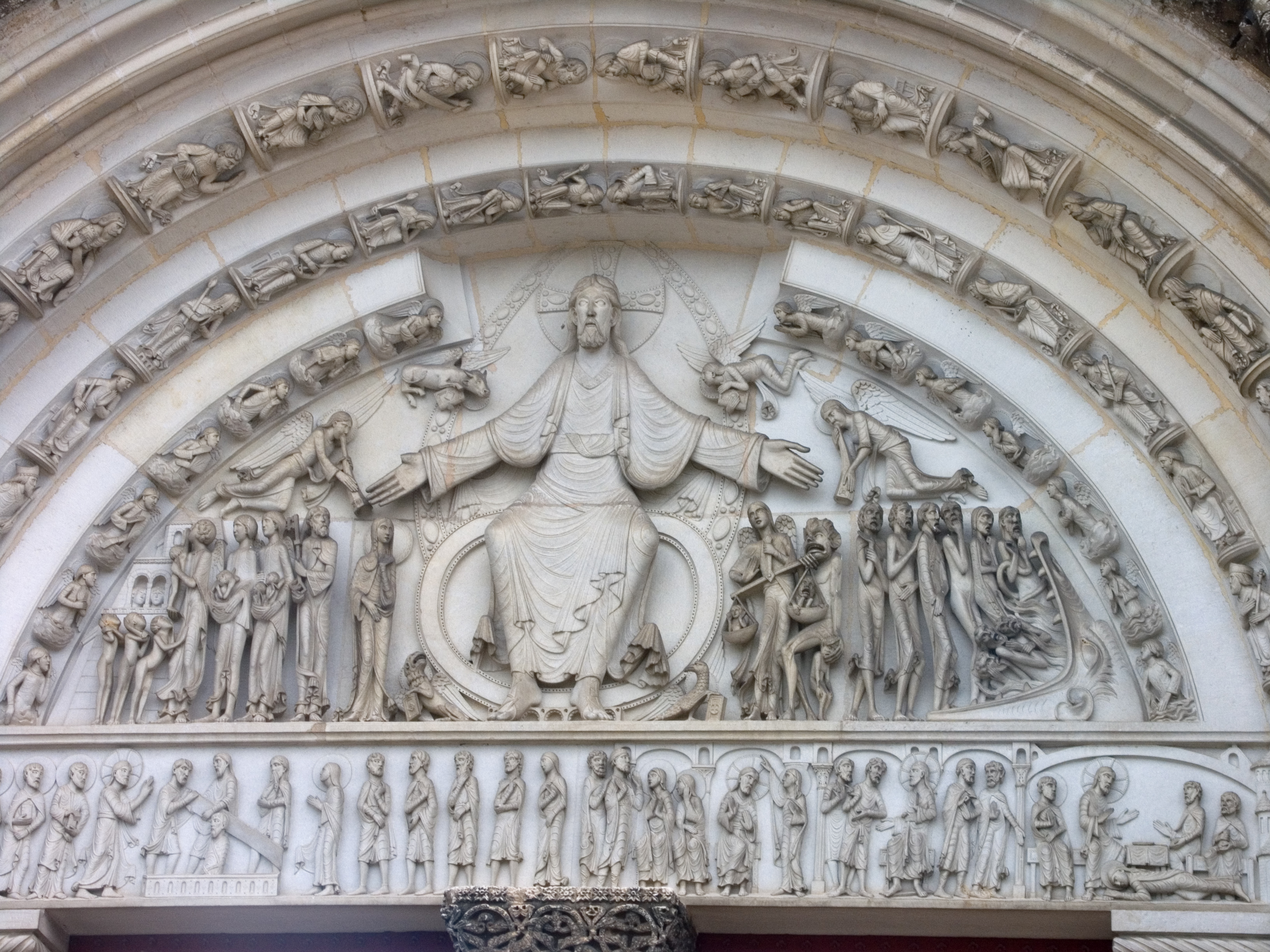
Ô trán trung tâm của nhà thờ
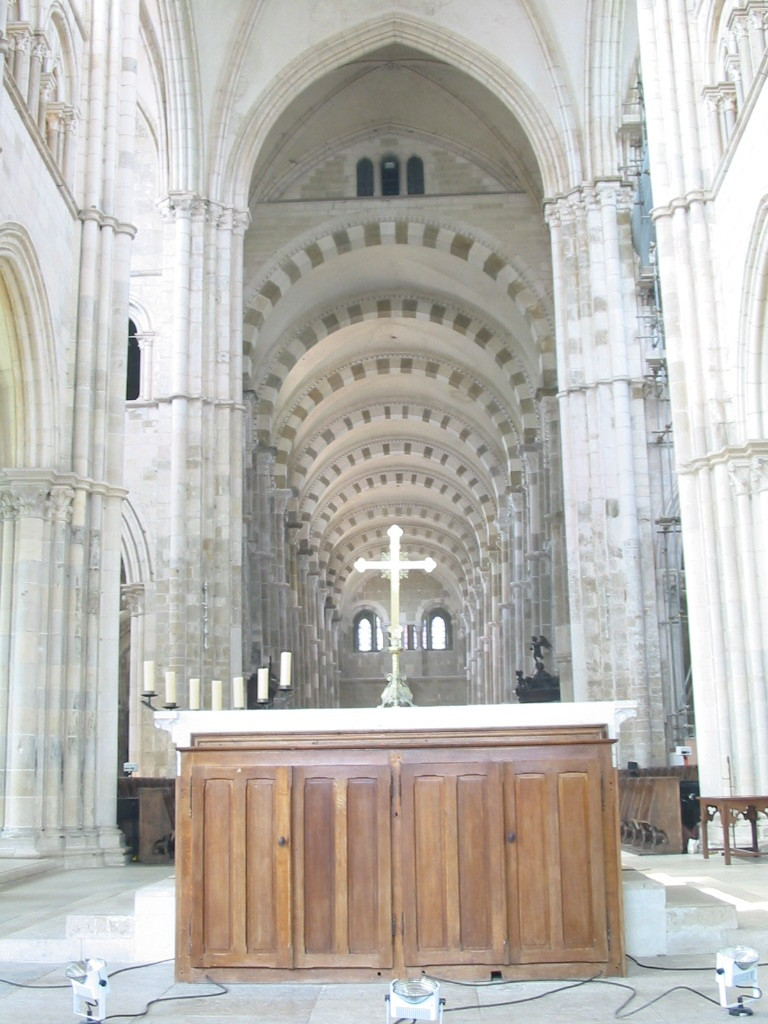
Cánh ngang và gian chính
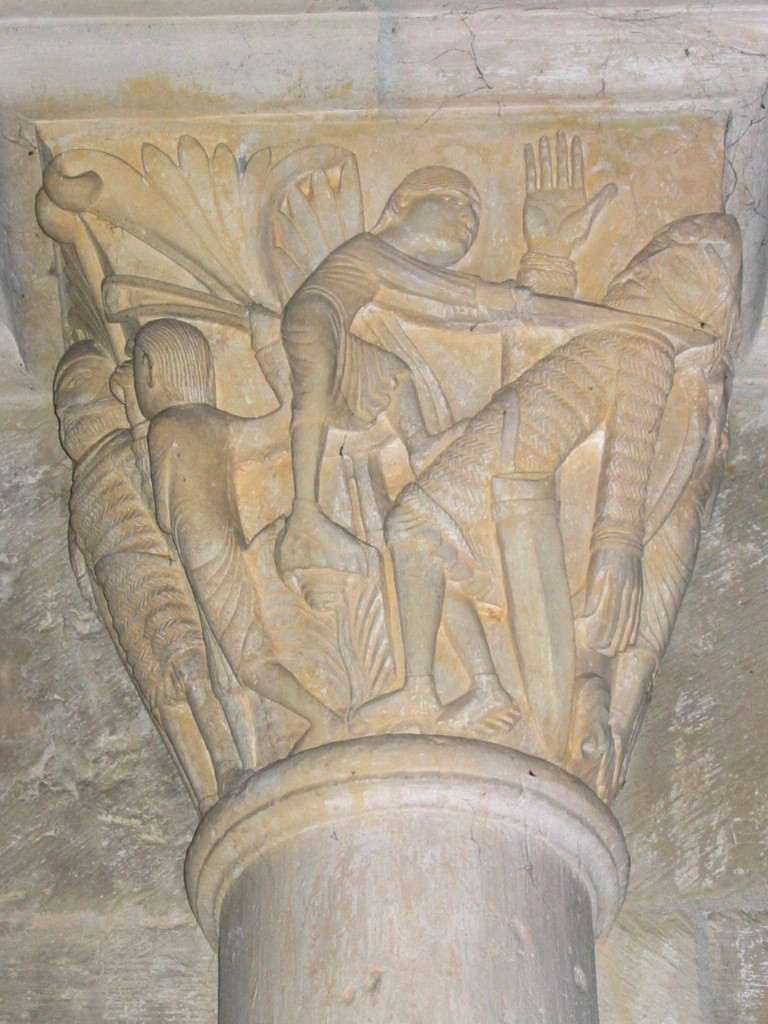
Chi tiết một cột trụ của gian chính
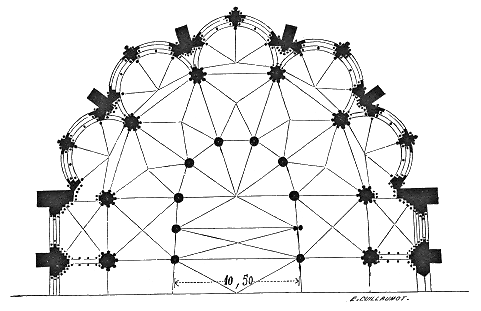
Sơ đồ phần điện của nhà thờ
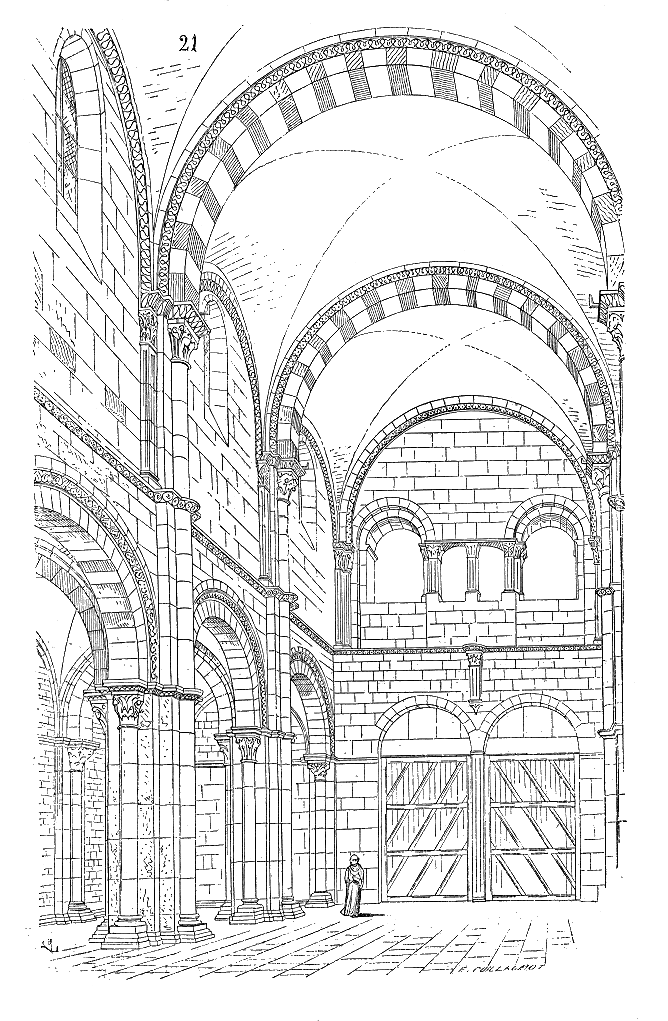
Sơ đồ phối cảnh của gian chính từ cửa vào
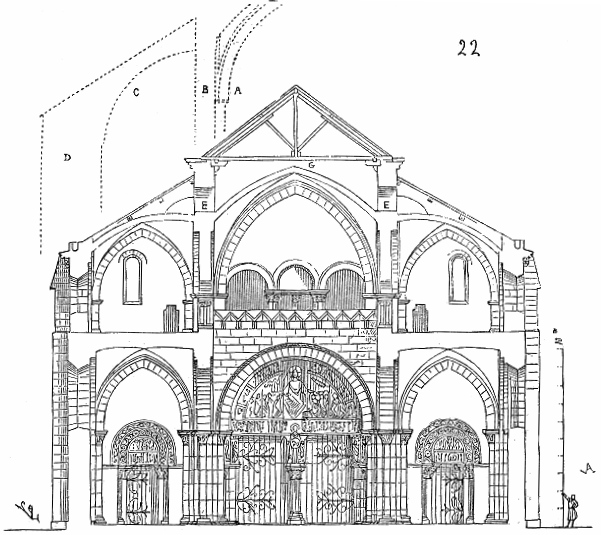
Sơ đồ cắt dọc Bắc - Nam
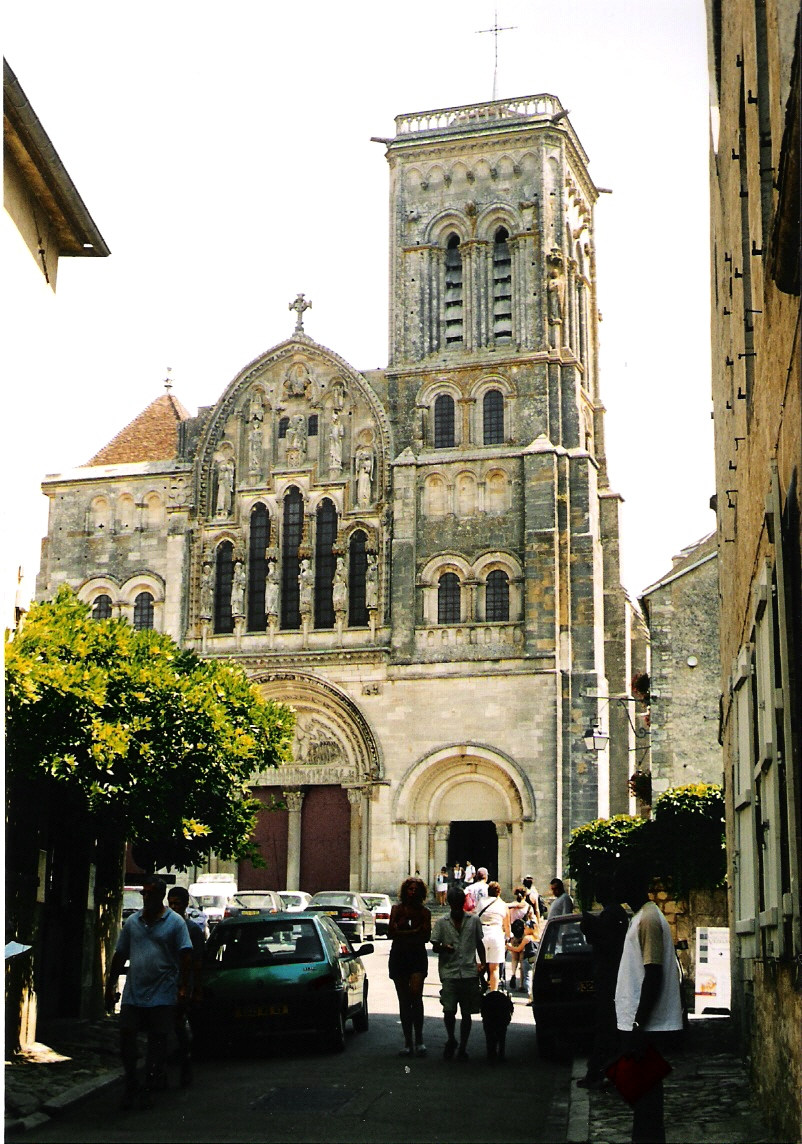
Nhà thờ nhìn từ phía Tây
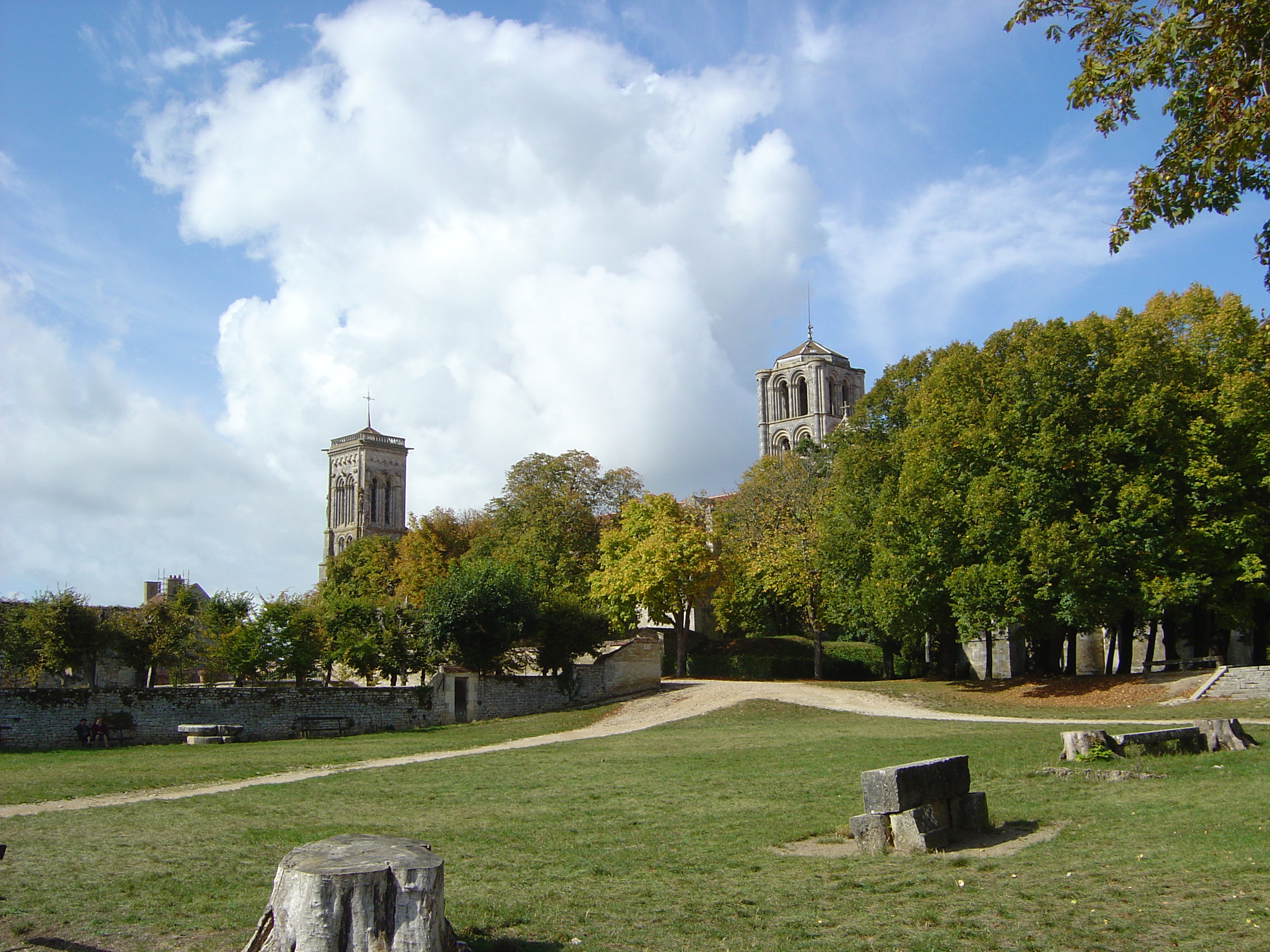
Nhà thờ và phần ngoại vi